# Alsfeld-Hattendorf
Hattendorf ist ein Stadtteil von Alsfeld im mittelhessischen Vogelsbergkreis. Es liegt ca. 8 km vom Stadtkern entfernt, im Tal der Die Weiler Afterode und Krausenberg liegen in der Gemarkung von Hattendorf. Die gesamte Gemarkung ist von großen Waldgebieten umgeben. Die auf einer Anhöhe stehende Kirche wurde 1857 erbaut und bildet den Mittelpunkt von Hattendorf.

## Geschichte

### Ortsgeschichte
Das Gebiet um Hattendorf wurde schon früh von Menschen aufgesucht und später besiedelt. Hinterlassenschaften früherer Kulturen, besonders Steinbeile, wurden bei Feldarbeiten oft gefunden.
Nach dem Namen fällt die Gründung des Orts in die fränkische Siedlungsperiode vom 6. bis 9. Jahrhundert. Die Zeit der Völkerwanderung war vorüber, und um Einzelgehöfte als grundherrlicher Wohnsitz bildete sich eine Siedlung. Wahrscheinlich hieß der Gründer Hatto und war ein fränkischer Freier. Die älteste bekannte und gesicherte Erwähnung Hattendorf's erfolgte 1248 unter dem Namen Hatthendorf.
Der älteste Teil, Alt-Hattendorf, liegt auf dem rechten Ufer der Berfa und gehörte zum Einflussbereich des Klosters Immichenhain. Von 1427 stammt die älteste erhaltene Erwähnung von Neu-Hattendorf auf dem linken Ufer der Berfa. 
Zwischen Hattendorf und Alsfeld-Elbenrod lag der später wüst gefallene Ort Ingebrechterode. In einer Urkunde von 1501 wird dieser Ort als Wüstung bezeichnet.
Nach den hessischen Landesteilungen des 16. und 17. Jahrhunderts gelangte der Ort 1648 mit dem Westfälischen Frieden zur Landgrafschaft Hessen-Darmstadt, die ihn 1708 an die Landgrafschaft Hessen-Kassel abtrat.
1928 erfolgte die Eingemeindung von Teilen des in diesem Jahre aufgelösten Gutsbezirks Forst Immichenhain (mit dem Berfhof und der Berfmühle) nach Althattendorf. Am 1. Oktober 1937 wurden die bisher selbständigen Gemeinden Alt-Hattendorf und Neu-Hattendorf zur Gemeinde Hattendorf zusammengeschlossen.
Hessische Gebietsreform (1970–1977)
Zum 1. August 1972 wurde die bis dahin selbständige Gemeinde Hattendorf im Zuge der Gebietsreform in Hessen kraft Landesgesetz in die Stadt Alsfeld eingegliedert. Für Hattendorf, wie für die übrigen Stadtteile von Alsfeld, wurde ein Ortsbezirk eingerichtet.

### Verwaltungsgeschichte im Überblick
Die folgende Liste zeigt die Staaten und Verwaltungseinheiten, denen Hattendorf und seine Vorgängerorte angehört(en).
Alt-Hattendorf
Die folgende Liste zeigt die Staaten und Verwaltungseinheiten, denen Alt-Hattendorf angehört(e):
- vor 1567: Heiliges Römisches Reich, Landgrafschaft Hessen, Gericht/Amt Neukirchen
- ab 1567: Heiliges Römisches Reich, Landgrafschaft Hessen-Marburg, Amt Neukirchen[11]
- 1604–1648: Heiliges Römisches Reich, strittig zwischen Landgrafschaft Hessen-Darmstadt und Landgrafschaft Hessen-Kassel (Hessenkrieg)
- ab 1604: Heiliges Römisches Reich, Landgrafschaft Hessen-Kassel, Amt Neukirchen
- ab 1806: Landgrafschaft Hessen-Kassel, Amt Neukirchen
- 1807–1813: Königreich Westphalen, Departement der Werra, Distrikt Marburg, Kanton Neukirchen
- ab 1815: Kurfürstentum Hessen, Amt Neukirchen[12]
- ab 1821/22: Kurfürstentum Hessen, Provinz Oberhessen, Kreis Ziegenhain[13][Anm. 2]
- ab 1848: Kurfürstentum Hessen, Bezirk Fritzlar
- ab 1851: Kurfürstentum Hessen, Provinz Oberhessen, Kreis Ziegenhain
- ab 1867: Königreich Preußen, Provinz Hessen-Nassau, Regierungsbezirk Kassel, Kreis Ziegenhain
- ab 1871: Deutsches Reich,  Königreich Preußen, Provinz Hessen-Nassau, Regierungsbezirk Kassel, Kreis Ziegenhain
- ab 1918: Deutsches Reich, Freistaat Preußen, Provinz Hessen-Nassau, Regierungsbezirk Kassel, Kreis Ziegenhain

Neu-Hattendorf
Die folgende Liste zeigt die Staaten und Verwaltungseinheiten, denen Neu-Hattendorf angehört(e):
- vor 1567: Heiliges Römisches Reich, Landgrafschaft Hessen, Amt Alsfeld
- ab 1567: Heiliges Römisches Reich, Landgrafschaft Hessen-Marburg, Amt Alsfeld
- 1604–1648: Heiliges Römisches Reich, strittig zwischen Landgrafschaft Hessen-Darmstadt und Landgrafschaft Hessen-Kassel (Hessenkrieg)
- ab 1604: Heiliges Römisches Reich, Landgrafschaft Hessen-Darmstadt, Amt Alsfeld
- ab 1708: Heiliges Römisches Reich, Landgrafschaft Hessen-Kassel, Gericht/Amt Neukirchen[15][12]
- weiter wie Alt-Hattendorf.

Hattendorf
Die folgende Liste zeigt die Staaten und Verwaltungseinheiten, denen Hattendorf ab 1937 angehört(e):
- am 1. Oktober 1937 wurden die bisher selbständigen Gemeinden Alt-Hattendorf und Neu-Hattendorf zur Gemeinde Hattendorf zusammengeschlossen.
- ab 1944: Deutsches Reich, Freistaat Preußen, Provinz Kurhessen, Landkreis Ziegenhain
- ab 1945: Deutsches Reich, Amerikanische Besatzungszone, Groß-Hessen, Regierungsbezirk Kassel, Landkreis Ziegenhain
- ab 1946: Deutsches Reich, Amerikanische Besatzungszone, Hessen, Regierungsbezirk Kassel, Landkreis Ziegenhain
- ab 1949: Bundesrepublik Deutschland, Hessen, Regierungsbezirk Kassel, Landkreis Ziegenhain
- ab 1972: Bundesrepublik Deutschland, Hessen, Regierungsbezirk Kassel, Vogelsbergkreis, Stadt Alsfeld
- ab 1981: Bundesrepublik Deutschland, Hessen, Regierungsbezirk Gießen, Vogelsbergkreis, Stadt Alsfeld

### Gerichte seit 1821
Mit Edikt vom 29. Juni 1821 wurden in Kurhessen Verwaltung und Justiz getrennt. In Ziegenhain wurde der Kreis Ziegenhain für die Verwaltung eingerichtet und das Justizamt Neukirchen war als Gericht in erster Instanz für (Alt- und Neu-) Hattendorf zuständig. Nach der Annexion Kurhessens durch Preußen 1866 erfolgte am 1. September 1867 die Umbenennung des bisherigen Justizamtes in Amtsgericht Neukirchen. Auch mit dem Inkrafttreten des Gerichtsverfassungsgesetzes von 1879 blieb das Amtsgericht unter seinem Namen bestehen. Das Amtsgericht Neukirchen wurde in den Jahren 1940 und 1941 zeitweise von Assessoren, 1943 bis zu seiner Umwandlung in eine Zweigstelle des Amtsgerichts Treysa vom Gladenbacher Amtsgerichtsrat mit verwaltet. 1947 wurde es wieder Vollgericht. Zum 1. Juli 1968 erfolgte die Auflösung des Amtsgerichts Neukirchen und die Zuordnung seines Bezirks zum Bezirk des Amtsgerichts Treysa, das 1970 in Amtsgericht Schwalmstadt umbenannt wurde.

## Bevölkerung

### Einwohnerstruktur 2011
Nach den Erhebungen des Zensus 2011 lebten am Stichtag dem 9. Mai 2011 in Hattendorf 549 Einwohner. Darunter waren 12 (2,2 %) Ausländer.
Nach dem Lebensalter waren 99 Einwohner unter 18 Jahren, 237 zwischen 18 und 49, 84 zwischen 50 und 64 und 126 Einwohner waren älter. Die Einwohner lebten in 210 Haushalten. Davon waren 42 Singlehaushalte, 54 Paare ohne Kinder und 81 Paare mit Kindern, sowie 27 Alleinerziehende und 93 Wohngemeinschaften. In 51 Haushalten lebten ausschließlich Senioren und in 126 Haushaltungen lebten keine Senioren.

### Einwohnerentwicklung
Belegte Einwohnerzahlen sind:
| Alt-Hattendorf | |
| 1502:          | 6 Männer |
| 1585:          | 22 Hausgesesse |
| 1639:          | 10 Männer, 3 Witwen |
| 1681:          | 16 Hausgesesse, 1 Ausschuss, 1 Junggeselle. |
| 1777:          | 24 Wohnhäuser mit 172 Einwohnern. Erwerbspersonen: zwei Schmiede, ein Wagner, vier Schneider, ein Leineweber, ein Maurer, ein Branntweinbrenner, ein Müller, ein Lohnschäfer, eine Tagelöhnerin. |
| 1838:          | Familien: 20 Ackerbau, 4 Gewerbe, 17 Tagelohnen. |
| 1861:          | 309 evangelisch-reformierte Einwohner. |
| 1885:          | 291 evangelische (= 100 %) Einwohner |
| Neu-Hattendorf | |
| 1577:          | 5 Hausgesesse. |
| 1747:          | 11 Hausgesesse. |
| 1838:          | Familien: 14 Ackerbau, 1 Gewerbe, 6 Tagelöhner. |
| 1861:          | 86 evangelisch-reformierte, 54 evangelisch-lutherische Einwohner. |
| Hattendorf     | |
| 1961:          | 504 evangelische, 48 römisch-katholische Einwohner. Erwerbspersonen: 182 Land- und Forstwirtschaft, 59 produzierendes Gewerbe, 24 Handel und Verkehr, 16 Dienstleistungen und Sonstiges.         |

| Alt- und Neu-Hattendof: Einwohnerzahlen von 1834 bis 2020 | Alt- und Neu-Hattendof: Einwohnerzahlen von 1834 bis 2020 | Alt- und Neu-Hattendof: Einwohnerzahlen von 1834 bis 2020 | Alt- und Neu-Hattendof: Einwohnerzahlen von 1834 bis 2020 | Alt- und Neu-Hattendof: Einwohnerzahlen von 1834 bis 2020 |
| --- | --------------------------------------------------------- | --------------------------------------------------------- | --------------------------------------------------------- | --------------------------------------------------------- |
| Jahr |                                                           |                                                           |                                                           | Einwohner                                                 |
| 1834 | 1834                                                      |                                                           | 397                                                       | 397                                                       |
| 1840 | 1840                                                      |                                                           | 402                                                       | 402                                                       |
| 1846 | 1846                                                      |                                                           | 420                                                       | 420                                                       |
| 1852 | 1852                                                      |                                                           | 444                                                       | 444                                                       |
| 1858 | 1858                                                      |                                                           | 443                                                       | 443                                                       |
| 1864 | 1864                                                      |                                                           | 468                                                       | 468                                                       |
| 1871 | 1871                                                      |                                                           | 442                                                       | 442                                                       |
| 1875 | 1875                                                      |                                                           | 398                                                       | 398                                                       |
| 1885 | 1885                                                      |                                                           | 417                                                       | 417                                                       |
| 1895 | 1895                                                      |                                                           | 464                                                       | 464                                                       |
| 1905 | 1905                                                      |                                                           | 478                                                       | 478                                                       |
| 1910 | 1910                                                      |                                                           | 473                                                       | 473                                                       |
| 1925 | 1925                                                      |                                                           | 509                                                       | 509                                                       |
| 1939 | 1939                                                      |                                                           | 512                                                       | 512                                                       |
| 1946 | 1946                                                      |                                                           | 724                                                       | 724                                                       |
| 1950 | 1950                                                      |                                                           | 716                                                       | 716                                                       |
| 1956 | 1956                                                      |                                                           | 601                                                       | 601                                                       |
| 1961 | 1961                                                      |                                                           | 553                                                       | 553                                                       |
| 1967 | 1967                                                      |                                                           | 569                                                       | 569                                                       |
| 1970 | 1970                                                      |                                                           | 593                                                       | 593                                                       |
| 1980 | 1980                                                      |                                                           | ?                                                         | ?                                                         |
| 1990 | 1990                                                      |                                                           | ?                                                         | ?                                                         |
| 2000 | 2000                                                      |                                                           | ?                                                         | ?                                                         |
| 2006 | 2006                                                      |                                                           | 574                                                       | 574                                                       |
| 2011 | 2011                                                      |                                                           | 549                                                       | 549                                                       |
| 2015 | 2015                                                      |                                                           | 500                                                       | 500                                                       |
| 2020 | 2020                                                      |                                                           | 484                                                       | 484                                                       |
| Datenquelle: Historisches Gemeindeverzeichnis für Hessen: Die Bevölkerung der Gemeinden 1834 bis 1967. Wiesbaden: Hessisches Statistisches Landesamt, 1968. Weitere Quellen: ; 2006;, 2015:, 2020; Zensus 2011 |                                                           |                                                           |                                                           |                                                           |

## Politik
Für Hattendorf besteht ein Ortsbezirk (Gebiete der ehemaligen Gemeinde Hattendorf) mit Ortsbeirat und Ortsvorsteher nach der Hessischen Gemeindeordnung.
Der Ortsbeirat besteht aus neun Mitgliedern. Bei den Kommunalwahlen in Hessen 2021 betrug die Wahlbeteiligung zum Ortsbeirat 70,29 %. Alle Kandidaten gehörten der „Bürgerliste Hattendorf“ an. Der Ortsbeirat wählte Norbert Hahn zum Ortsvorsteher.

## Kulturdenkmäler
Siehe: Liste der Kulturdenkmäler in Hattendorf (Alsfeld)

## Persönlichkeiten
- Louis Scheffer (1799–1865), Gutsbesitzer und Mitglied der kurhessischen Ständeversammlung